# Ivo Lola Ribar
Ivan »Ivo Lola« Ribar, hrvaški politik, komunist in narodni heroj; * 23. april 1916, Zagreb; † 27. november 1943, Glamočko Polje.

## Življenje
Ivo Lola Ribar se je rodil očetu Ivanu Ribarju. Osnovno in srednje šolanje je dokončal v Beogradu, nato pa se vpisal na študij politične ekonomije v Ženevi ter študij prava v Beogradu.
Leta 1936 se je včlanil v prepovedano Komunistično partijo Jugoslavije ter postal mladinski voditelj in se kot tak udeleževal mnogih mednarodnih mladinskih kongresov (Bruselj 1935, Ženeva 1936, Pariz 1937). Leta 1937 je zavzel položaj sekretarja centralnega komiteja SKOJ in na njem ostal do svoje smrti leta 1943. Leta 1940 je bil zaprt v koncentracijsko taborišče v bosanski Bileći zaradi revolucionarnega delovanja. Istega leta je bil izvoljen tudi za člana centralnega komiteja Komunistične partije Jugoslavije.
Leta 1941 se je aktivno vključil v narodnoosvobodilni boj kot član vrhovnega štaba Narodnoosvobodilne vojske in Partizanskih odredov Jugoslavije (NOV in POJ). Leta 1942 je skupaj z Edvardom Kardeljem sodeloval pri razvoju protifašističnega gibanja v Srbiji, Makedoniji, na Hrvaškem in v Sloveniji, isto leto pa organiziral tudi ustanovni kongres Antifašistične mladine Jugoslavije.
Umrl je leta 1943 med letalskim napadom na Glamočkem Polju, ko je v vlogi prvega vodje vojaške misije NOVJ (Narodnoosvobodilna vojska Jugoslavije) pri zavezniškem poveljstvu za Bližnji vzhod odhajal v Kairo. 18. novembra 1944 je bil razglašen za narodnega heroja. Pokopan je v Beogradu.